# Tetracentron
Tetracentron (hrv. tetracentron; lat. Tetracentron) monotipski rod drveća iz  Nepala, Kine, Tibeta, Vijetnama i istočnoj Himalaji.
Danas je jedini predstavnik, T. sinense, listopadno je drvo srednje veličine sa široko zaobljenom krošnjom koja ima graciozno zakrivljene grane obložene naizmjeničnim, ušiljenim (šiljastim), srcolikim (rijetko zaobljenim) listovima. Listovi se pojavljuju s crvenim nijansama u proljeće, kad ljeti postaju tamnozeleni i atraktivno crveni u jesen. Cvjetovi u vitkim visećim klasovima  su žućkastozeleni, sitni i dvospolni.
Drvo ovog stabla nema žile koje provode vodu, već ima traheide koje služe za provođenje vode i otopljenih minerala. 
Trenutno je na popisu u Dodatku III CITES-a (Konvencija o međunarodnoj trgovini ugroženim vrstama).